# Diversity marketing
Il diversity marketing è una strategia di marketing che mira a comunicare a specifici settori della popolazione. Un tale approccio al marketing riveste particolare importanza nel campo della comunicazione a quei target che i tradizionali mass media non raggiungono, raggiungono solo parzialmente oppure non raggiungono con messaggi di loro interesse.
Il diversity marketing e il diversity management considerano sei variabili, ossia: origine etnica, religione, sesso, orientamento sessuale, esigenze o impedimenti particolari (causati per esempio dall'età). Lo scopo è quello di raggiungere l'utenza desiderata con messaggi adeguati a condizioni di vita, valori, aspettative, fede e stile di vita di quel target specifico, utilizzando i canali di comunicazione più adatti. Il diversity marketing rappresenta il tentativo di porre fine al contrasto tra il marketing di massa e quello individuale, rivolgendosi a gruppi che non vengono raggiunti dalla pubblicità tradizionale (per esempio dagli spot televisivi).